# Сундаргарх
Сундаргарх (англ. Sundargarh) — город в индийском штате Орисса. Административный центр округа Сундаргарх. Средняя высота над уровнем моря — 232 метра. По данным всеиндийской переписи 2001 года, в городе проживало 38 402 человека, из которых мужчины составляли 51 %, женщины — соответственно 49 %. Уровень грамотности взрослого населения составлял 75 % (при общеиндийском показателе 59,5 %). Уровень грамотности среди мужчин составлял 80 %, среди женщин — 69 %. 11 % населения было моложе 6 лет.